# Maria Pia de Bourbon-Siciles
Pour les articles homonymes, voir Maison de Bourbon-Siciles.
Marie Pia des Grâces de Bourbon, princesse royale des Deux-Siciles, née à Gaète le 2 août 1849, morte le 29 septembre 1882 à Biarritz. Elle est par son mariage duchesse de Parme.

## Biographie
Fille de Ferdinand II des Deux-Siciles (+1859) et de la princesse impériale et archiduchesse Marie-Thérèse de Habsbourg-Lorraine-Teschen (+1867).
Le 5 avril 1869, elle épousa Robert Ier de Parme, ancien duc régnant de Parme détrôné comme son frère François II des Deux-Siciles par les troupes sardes en 1860. En treize ans de mariage, le couple eut douze enfants dont sept étaient atteints d'un handicap mental. À 33 ans, la jeune duchesse mourut d'épuisement après son douzième accouchement.
Les douze enfants du couple sont :
1. Marie Louise Pia Thérèse Anne Ferdinande Françoise Antoinette Marguerite Joséphine Caroline Blanche Lucie Apolline de Bourbon (17 janvier 1870 - 31 janvier 1899), mariée en 1893 avec Ferdinand Ier de Bulgarie (1861-1948), dont postérité ;
2. Ferdinand Marie Charles Pie Louis François Joseph de Bourbon (5 mars 1871 - 14 avril 1872) ;
3. Louise Marie Annonciade Henriette Thérèse de Bourbon (24 mars 1872 - 22 juin 1943) ;
4. Henri Marie Albert Ferdinand Charles Pie Louis Antoine de Bourbon (13 juin 1873 - 16 novembre 1939), « duc de Parme » ;
5. Marie Immaculée Louise Françoise de Bourbon (21 juillet 1874 - 16 mai 1914) ;
6. Joseph Paul François de Bourbon (30 juin 1875, Biarritz - 7 janvier 1950), « duc de Parme » ;
7. Marie Thérèse de Bourbon (15 octobre 1876, Biarritz - 25 janvier 1959) ;
8. Marie Pia Antoinette Caroline de Bourbon (9 octobre 1877, Biarritz - 29 janvier 1915) ;
9. Béatrice de Bourbon (9 janvier 1879, Biarritz - 11 mars 1946), mariée en 1906 avec le comte Pierre Lucchesi Palli (mort en 1939), dont postérité ;
10. Elie Robert Charles Marie de Bourbon (23 juillet 1880, Biarritz - 27 juin 1959), « duc de Parme » en 1950, tuteur de ses frères et sœurs depuis la mort de leur père en 1907, marié le 25 mai 1903 avec Marie Anne Isabelle Épiphanie Eugénie Gabrielle de Habsbourg-Lorraine (6 janvier 1882 - 25 février 1940), dont postérité ;
11. Marie Anastasie Antoinette Christine Fernande de Bourbon (25 août 1881, Biarritz - 7 septembre 1881, Biarritz) ;
12. Auguste de Bourbon (22 septembre 1882, Biarritz - 22 septembre 1882, Biarritz).